# Clearwater (Florida)
Clearwater es una ciudad ubicada en el condado de Pinellas en el estado estadounidense de Florida. En el censo de 2010 tenía una población de 107 685 habitantes y una densidad poblacional de 1059,57 personas por km².

## Historia
Los territorios que forman la ciudad estuvieron habitados por el pueblo Tocobaga. En 1835 el Ejército de los Estados Unidos inició la construcción de un fuerte de avanzada durante las Guerras de Seminole, al cual se lo denominó Fort Harrison, en honor a William Henry Harrison, el noveno presidente de los Estados Unidos. La ubicación para la construcción del fuerte militar había sido elegida por sus aguas cristalinas, y sirvió como refugio de soldados heridos. Durante el siglo XIX no pasó de ser un pequeño pueblo, en 1900 contaba con 400 habitantes. Durante los años siguientes la ciudad creció de modo vertiginoso.

## Geografía
Clearwater se encuentra ubicada en las coordenadas 27°58′46″N 82°45′59″O / 27.97944, -82.76639. Según la Oficina del Censo de los Estados Unidos, Clearwater tiene una superficie total de 101.63 km², de la cual 66.2 km² corresponden a tierra firme y (34.86%) 35.43 km² es agua.

## Demografía
Según el censo de 2010, había 107685 personas residiendo en Clearwater. La densidad de población era de 1059,57 hab./km². De los 107 685 habitantes, Clearwater estaba compuesto por el 79.8 % blancos, el 10.91 % eran afroamericanos, el 0.46 % eran amerindios, el 2.15 % eran asiáticos, el 0.13 % eran isleños del Pacífico, el 4.12 % eran de otras razas y el 2.43 % pertenecían a dos o más razas. Del total de la población el 14.16 % eran hispanos o latinos de cualquier raza.

## Educación
Las Escuelas del Condado de Pinellas gestiona escuelas públicas.

## Clearwater y la Cienciología
Actualmente la ciudad de Clearwater representa la meca de la Cienciología.  L. Ron Hubbard, el fundador de la Cienciología, dirigía su movimiento  desde el barco Apolo.

## Ciudades hermanadas
- Nagano, Japón
- Kalamaria, Grecia
- Ixmiquilpan, Hidalgo, Mexico[8]